# (524613) 2003 QW113
(524613) 2003 QM112, também escrito como (524613) 2003 QM112, é um corpo celeste que é classificado como um centauro, numa classificação estendida de centauros. Ele possui uma magnitude absoluta de 7,7 e tem um diâmetro estimado de cerca de 127 km.

## Descoberta
(524613) 2003 QM112 foi descoberto no dia 31 de agosto de 2003, pelos astrônomos S. S. Sheppard, D. C. Jewitt e J. Kleyna.

## Órbita
A órbita de (524613) 2003 QM112 tem uma excentricidade de 0,483 e possui um semieixo maior de 50,774 UA. O seu periélio leva o mesmo a uma distância de 26,259 UA em relação ao Sol e seu afélio a 75,288 UA.